# Cava (bodega)

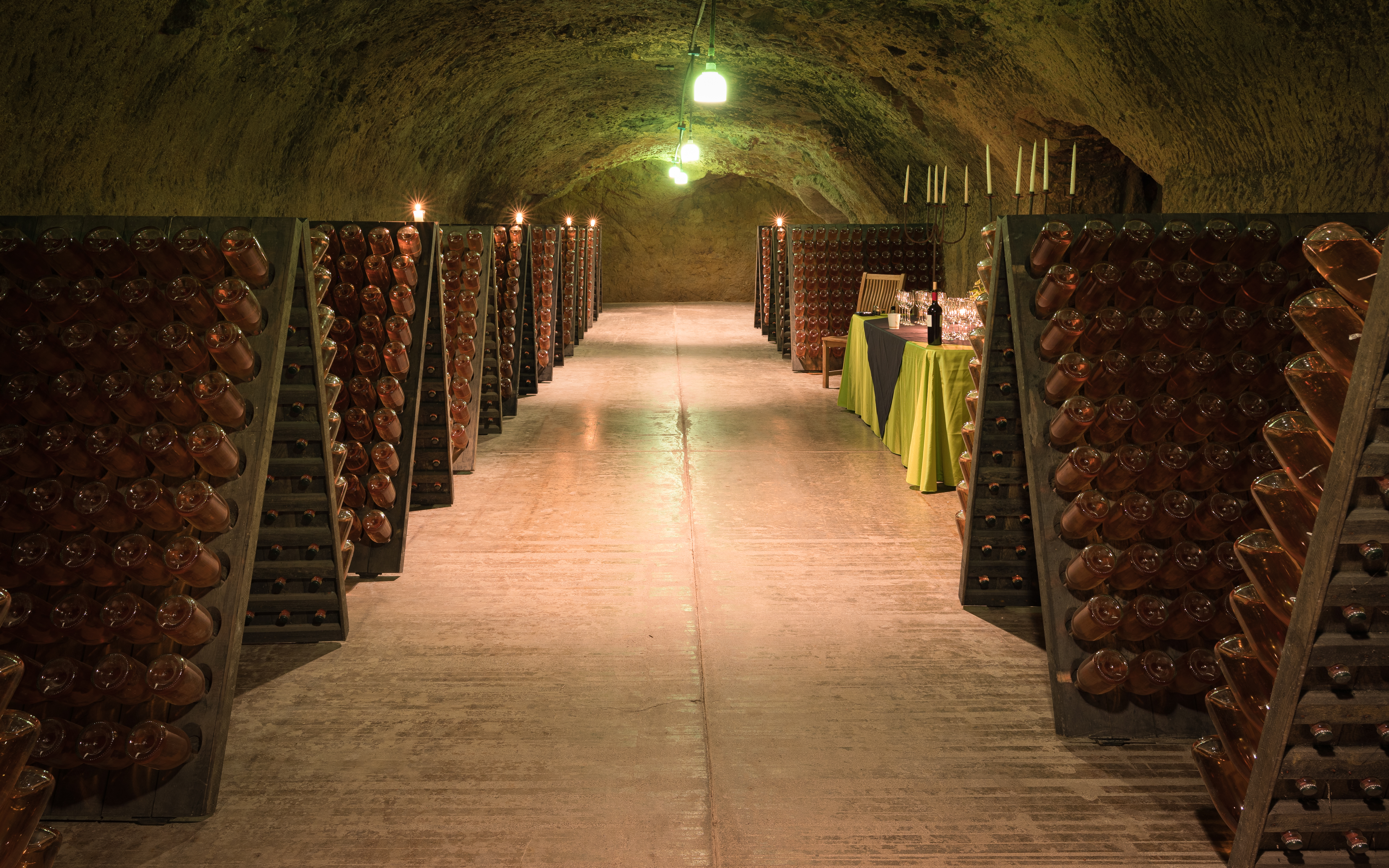
Una cava subterránea

Se conoce como cava o bodega a la habitación empleada para el almacenamiento de vino en botellas o barriles, aunque también puede ser, en forma menos común, en damajuanas, ánforas o contenedores plásticos, o cualquier otro almacenamiento de salazones o aceites. 
En una bodega climatizada de vinos, factores importantes como la temperatura y la humedad son mantenidos por un sistema de control climático. Por el contrario, las bodegas pasivas o naturales no son de clima controlado, y por lo general se construyen bajo tierra para reducir las oscilaciones de temperatura. Una bodega aérea es a menudo llamada "cuarto de vino", mientras que una pequeña bodega (menos de 500 botellas) a veces es llamada "armario de vino".

## Propósito
Las bodegas de vino protegen a las bebidas alcohólicas de las influencias externas potencialmente dañinas para estas, proporcionando la oscuridad y una temperatura constante para su conservación. El vino es un producto perecedero natural, el dejarlo expuesto al calor, la luz, las vibraciones o fluctuaciones en la temperatura y la humedad, puede hacer que cualquier tipo de vino pueda echarse a perder. Cuando se almacena adecuadamente, no sólo los vinos mantienen su calidad, sino que aquellos que disponen algún tipo de crianza, pueden mejorar en aroma, sabor y complejidad a medida que maduran.

## Condiciones

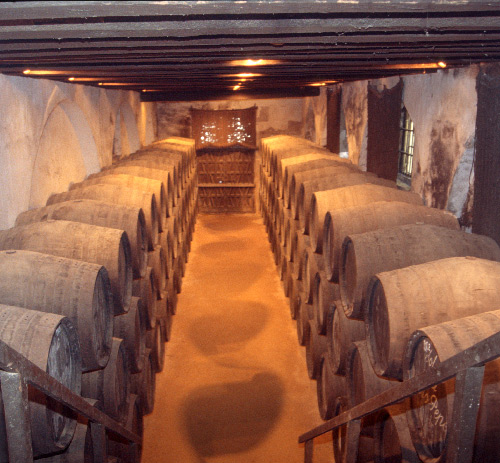
Cava de jerez ubicada encima de la tierra

El vino puede ser almacenado de forma satisfactoria entre los 7 °C (44,6 °F) y 18 °C (64,4 °F) siempre y cuando las variaciones de temperatura sean graduales. La temperatura de 13 °C (55,4 °F), es encontrada principalmente en las cavas vinícolas usadas para almacenar el vino en Francia, mientras en España en el llamado cementerio de la Bodega Marques de Murrieta, donde se conservan vinos que tienen varias décadas de edad, la temperatura oscila entre 13 grados Celsius (55,4 °F) de media en invierno y 16 grados Celsius (60,8 °F) en verano. Debe tomarse en cuenta que el vino madura en general, de manera diferente y de forma más lenta a temperaturas bajas, contrario a lo que hace a una temperatura superior. Algunos expertos sostienen que la temperatura óptima para la crianza de vinos es de 13 grados Celsius (55,4 °F), para algunos 15 grados Celsius (59,0 °F) y para otros de 16 grados Celsius (60,8 °F). Por otro lado, la Alexis Lichine's Encyclopedia dice que a los 10 °C (50,0 °F) y 14 °C (57,2 °F), los vinos han de envejecer de forma normal.

## Activo contra pasivo
Las bodegas de vino pueden ser activas (artificiales) o bien pasivas (naturales) respecto al enfriamiento de estos. Las activas se muestran altamente aisladas y requieren de una buena construcción. Exigen de sistemas de almacenamiento especializado acondicionamiento del aire y de sistemas de refrigeración para mantener la temperatura deseada y la humedad. En un clima muy seco, puede ser necesario humedecer activamente el aire, pero en la mayoría de las áreas no es necesario. Las bodegas pasivas deben encontrarse en forma natural, fresca y húmedas, con pequeñas áreas estacionales y variaciones de temperatura diurna, por ejemplo, un sótano en un clima templado. Este tipo de bodegas puede ser menos predecibles dependiendo de su características, pero no tienen costo de operación y no son afectadas por los apagones eléctricos.

### Debate respecto a la humedad
Algunos expertos en vino, debaten sobre la importancia de la humedad adecuada para el almacenamiento del vino. En la revista Wine Spectator, el escritor Matt Kramer realizó un estudio en Francia donde sostenía que la humedad relativa dentro de una botella se mantiene al 100%, independientemente de la clausura que se use o la orientación de la botella. De cualquier modo, Alexis Lichine dijo que la baja humedad puede ser un problema al causar que los corchos orgánicos se sequen de forma prematura. Una pulgada de grava que cubra el suelo, periódicamente rociado con un poco de agua se recomienda para mantener la humedad deseada.